# Forensisch Medisch Genootschap
Het Forensisch Medisch Genootschap (FMG) is de Nederlandse vereniging voor forensische geneeskunde. De vereniging is opgericht in 1980. Een van de oprichters was Barend Cohen.

## Doelstelling
Het Forensisch Medisch Genootschap wil de forensisch-medische wetenschappen op alle terreinen bevorderen en met name de kwaliteit van forensisch medisch onderzoek verhogen. Om dat te bereiken verzorgt het genootschap scholing, voor zijn leden, voor andere artsen en voor studenten. Het genootschap bevordert de totstandkoming van richtlijnen.
Het FMG onderhoudt contacten met de koepelorganisaties Koepel Artsen Maatschappij en Gezondheid (KAMG) en Koninklijke Nederlandsche Maatschappij tot bevordering der Geneeskunst (KNMG), met andere medische beroepsorganisaties en ook met ministeries, politie, justitie, en buitenlandse zusterorganisaties.

## Register
Het FMG beheert een register van forensisch artsen, samenhangend met de Wet op de lijkbezorging die op 1 januari 2010 is aangepast. Alleen artsen die in een daartoe gehouden register staan ingeschreven, kunnen namelijk worden benoemd tot gemeentelijk lijkschouwer. Per 1 oktober 2017 is dit FMG-register gesloten voor nieuwe inschrijvingen, en 31 december 2023 zal het worden opgeheven.
De KNMG houdt eveneens een register van forensisch artsen bij, het zogenaamde profielregister. Een forensisch arts kan momenteel dus in twee verschillende registers ingeschreven staan, maar met ingang van 2024 zal elke forensisch arts ingeschreven moeten staan in het KNMG-profielregister.